# Nearctaphis punctata
Nearctaphis punctata är en insektsart som först beskrevs av Richards 1969.  Nearctaphis punctata ingår i släktet Nearctaphis och familjen långrörsbladlöss. Inga underarter finns listade i Catalogue of Life.